# 376년

## 연호
- 동진(東晉) 영강(寧康) 4년 / 태원(太元) 원년
- 전량(前凉) 승평(昇平) 20년
- 전진(前秦) 건원(建元) 12년
- 대(代) 건국(建國) 39년

## 기년
- 동진(東晉) 효무제(孝武帝) 4년
- 신라(新羅) 내물 마립간(奈勿麻立干) 21년
- 고구려(高句麗) 소수림왕(小獸林王) 6년
- 백제(百濟) 근구수왕(近仇首王) 2년

## 사건
- 게르만족의 대이동: 서고트족이 훈족의 압박에 못이겨 도나우강을 건너다.